# レジー・マッケンジー (ガード)
レジー・マッケンジー（Reginald McKenzie 1950年7月27日- ）はミシガン州デトロイト出身の元アメリカンフットボール選手。ポジションはガード。
ミシガン大学在学中2年次までは控え選手だったが3年から先発出場するようになりダン・ディーアドルフと共にオフェンシブラインの一員を務めチームは9勝1敗で全米7位、彼はビッグテン・カンファレンスのオールチームに選ばれた。4年次にはカンファレンスのオールチームに選ばれただけでなく、オールアメリカンにも選出され、チームはローズボウル出場も果たした。4年次にはオールアメリカンにも選ばれた。1972年のNFLドラフトで前年1勝13敗とNFLワーストの成績に終わったバッファロー・ビルズに2巡目で指名されて入団した。1973年にはチームメートのO・J・シンプソンがジム・ブラウンが持っていたNFLシーズンラッシング記録を更新する2003ヤード（当時は14試合制）の記録を作ったがチームメートの中でも特にリーディングブロッカーとして活躍したマッケンジーへの感謝の念を述べている。シンプソンがサンフランシスコ・フォーティナイナーズへ移籍した後も、1978年にテリー・ミラー、ジョー・クリブスが1000ヤードラッシャーとなる手助けを果たした。ルーキーシーズンの1972年から左ガードのポジションを確保して1981年にひざの負傷で故障者リスト入りし最後の8試合を欠場するまで140試合連続先発出場を果たした。ビルズでは1982年まで11シーズンを過ごし、キャリアの最後はシアトル・シーホークスで2シーズンを過ごし現役を引退した。2002年にカレッジフットボール殿堂入りを果たした。
ジョー・ドゥラムリアと共にElectric Companyと呼ばれたオフェンシブラインマンの中心としてビルズの攻撃を支えた。
甥のキース・マッケンジーもNFL入りしグリーンベイ・パッカーズに在籍中、第31回スーパーボウルで優勝、第32回スーパーボウルにも出場を果たした。
Numberから発売されているビデオ『伝説の名勝負ベスト15 大逆転!NFL』でホストを務めている。 